# Boarmia vagaria
Boarmia vagaria là một loài bướm đêm trong họ Geometridae.